# Valle del Guamuez
Valle del Guamez é um município da Colômbia, localizado no departamento de Putumayo.